# Where Golden Bars Are Cast
Pour plus de détails, voir Fiche technique et Distribution.
Where Golden Bars Are Cast est un très court film documentaire américain réalisé par Harry Buckwalter et sorti en 1902.
Produit par la Selig Polyscope Company, le film, dont le titre signifie littéralement « Où les lingots d'or sont coulés », décrit l'activité de la fonderie Grant de Denver dans laquelle sont coulés des lingots d'or, d'argent, de cuivre, de plomb et de zinc.

## Fiche technique
- Titre : Where Golden Bars Are Cast
- Réalisation : Harry Buckwalter
- Scénario :
- Photographie :
- Montage :
- Producteur : William Selig
- Société de production : Selig Polyscope Company
- Société de distribution : Selig Polyscope Company
- Pays d'origine :  États-Unis
- Langue : film muet avec les intertitres en anglais
- Format : Noir et blanc — 35 mm — 1,33:1 — Muet
- Genre : Film documentaire
- Durée :
- Date de sortie :
  -  États-Unis : novembre 1902